# ヌード、観葉植物と胸像
『ヌード、観葉植物と胸像』（ヌード、かんようしょくぶつときょうぞう、英: Nude, Green Leaves and Bust、仏: Nu au Plateau de Sculpteur）は、パブロ・ピカソが1932年に愛人のマリー＝テレーズ・ワルテルをモデルに描いた絵画。
この絵は60年近くにわたり、ロサンゼルスの絵画収集家であるシドニー・F・ブロディ、フランシス・ブロディ夫妻の個人コレクションだった。その後オークションにかけられ、1億650万ドルで売られた。これはオークションで売買された絵画作品としては史上2番目の高値である。（2012年5月現在。）
現在はロンドンのテート・モダンで、美術館所蔵の他のピカソ作品と共に展示されている。

## 背景
『ヌード、観葉植物と胸像』はピカソが1932年から愛人のマリー＝テレーズ・ワルテルを描いた肖像画の連作の一つである。生き生きとした青とライラック色で描かれたカンバスは、5フィート以上の高さがある。1951年にブロディ夫妻がピカソの代理人のポール・ローゼンバーグから購入し、その後は1961年にピカソ生誕80周年記念として一度公開されたきりだった。

## オークション
フランシス・ブロディは2009年11月に没した。2010年5月4日にこの絵はニューヨークのクリスティーズでオークションにかけられた。クリスティーズは、ブロディ・コレクションのオークション権をロンドンのサザビーズと争い、獲得していた。コレクション全体の価値は1億5000万ドルと見積もられたが、この絵はオークションで8000万ドルはするだろうと元々考えられていた。
オークション会場には8人の入札者が並んだが、9500万ドルで落札したのは電話参加した入札者だった。オークション手数料を含めると金額は1億650万ドルに達した。インフレの影響を無視するとこの数字は、2012年5月2日にムンクの『叫び』が1億2000万ドルで売られるまで、絵画作品のオークションにおける最高売買額だった。現在は、匿名の所有者が貸し出す形でテート・モダンに展示されている。

## Notes
1. ↑  BBC News, May 5, 2010; AFP wire story, May 3, 2010.
2. 1 2  The Wall Street Journal, May 5, 2010.

a "[The painting] come[s] from the estate of Frances Brody, a Los Angeles-based collector who filled her mid-century Modernist home with masterworks that she rarely lent to museums or showed to the public. She and her late husband, Sidney Brody, bought the painting in 1951 and only exhibited it once in the U.S., in 1961, to commemorate the artist's 80th birthday."

b "In a dogged contest at the auction house's Rockefeller Center salesroom, the bidding for Picasso's 'Nude' began at $58 million and shot up quickly, with eight bidders competing for the jewel-toned, 5-by-4-foot painting. Christie's specialist Nicholas Hall, who often advises collectors of Old Master paintings, fielded the winning bid from the unknown buyer over a telephone."
3. ↑  The New York Times, March 9, 2010.
4. ↑  The New York Times, May 6, 2010.
5. ↑  Michaud, Chris (2012年5月3日). “"The Scream" sells for record $120 million at auction”. Reuters 2012年5月3日閲覧。
6. ↑  Brown, Mark (2011年3月7日). “Picasso's Nude, Green Leaves and Bust to be shown at Tate Modern” (英語). The Guardian 2012年5月4日閲覧。